# Tournoi féminin de volley-ball aux Jeux olympiques d'été de 2012
Pour un article plus général, voir Volley-ball (indoor) aux Jeux olympiques d'été de 2012.
Navigation
Pékin 2008 Rio de Janeiro 2016
Le tournoi féminin de volley-ball des Jeux olympiques d'été de 2012 s'est déroulé du 28 juillet 2012 au 11 août 2012 à Earls Court à Londres. 12 équipes se disputent les médailles olympiques.

## Équipes participantes
- Algérie (Vainqueur du tournoi olympique de qualification Afrique)
- Brésil (Vainqueur du tournoi olympique de qualification Amérique du Sud)
- Chine (3e de la coupe du monde 2011)
- Corée du Sud (2e du tournoi olympique de qualification international)
- République dominicaine (Vainqueur du tournoi olympique de qualification Amérique du Nord)
- États-Unis (2e de la coupe du monde 2011)
- Grande-Bretagne (Pays hôte)
- Italie (Vainqueur de la coupe du monde 2011)
- Japon (Meilleure équipe asiatique non qualifiée (4e) du tournoi olympique de qualification international)
- Russie (Vainqueur du tournoi olympique de qualification international)
- Serbie (3e du tournoi olympique de qualification international)
- Turquie (Vainqueur du tournoi olympique de qualification Europe)

## Format de la compétition
Les 12 équipes sont séparées en deux groupes de six, lesquelles disputent un round robin entre elles. Les quatre premiers de chaque groupe sont qualifiés pour la phase finale, les deux derniers sont éliminés. La phase finale consiste en quarts de finale croisés, demi-finales, finale pour la médaille de bronze et finale.

### Calendrier des épreuves
| Jour    | Date            | Début | Fin   | Session                          |
| ------- | --------------- | ----- | ----- | -------------------------------- |
| Jour 2  | 28 juillet 2012 | 09:30 | 13:00 | Tour préliminaire (6 matches)    |
| Jour 2  | 28 juillet 2012 | 14:45 | 18:15 | Tour préliminaire (6 matches)    |
| Jour 2  | 28 juillet 2012 | 20:00 | 23:30 | Tour préliminaire (6 matches)    |
| Jour 4  | 30 juillet 2012 | 09:30 | 13:00 | Tour préliminaire (6 matches)    |
| Jour 4  | 30 juillet 2012 | 14:45 | 18:15 | Tour préliminaire (6 matches)    |
| Jour 4  | 30 juillet 2012 | 20:00 | 23:30 | Tour préliminaire (6 matches)    |
| Jour 6  | 1er août 2012   | 09:30 | 13:00 | Tour préliminaire (6 matches)    |
| Jour 6  | 1er août 2012   | 14:45 | 18:15 | Tour préliminaire (6 matches)    |
| Jour 6  | 1er août 2012   | 20:00 | 23:30 | Tour préliminaire (6 matches)    |
| Jour 8  | 3 août 2012     | 09:30 | 13:00 | Tour préliminaire (6 matches)    |
| Jour 8  | 3 août 2012     | 14:45 | 18:15 | Tour préliminaire (6 matches)    |
| Jour 8  | 3 août 2012     | 20:00 | 23:30 | Tour préliminaire (6 matches)    |
| Jour 10 | 5 août 2012     | 09:30 | 13:00 | Tour préliminaire (6 matches)    |
| Jour 10 | 5 août 2012     | 14:45 | 18:15 | Tour préliminaire (6 matches)    |
| Jour 10 | 5 août 2012     | 20:00 | 23:30 | Tour préliminaire (6 matches)    |
| Jour 12 | 7 août 2012     | 13:00 | 16:30 | Quarts de finale (4 matches)     |
| Jour 12 | 7 août 2012     | 19:00 | 22:30 | Quarts de finale (4 matches)     |
| Jour 14 | 9 août 2012     | 15:00 | 16:30 | Demi-finales (2 matches)         |
| Jour 14 | 9 août 2012     | 19:30 | 21:00 | Demi-finales (2 matches)         |
| Jour 16 | 11 août 2012    | 11:30 | 13:00 | Petite finale                    |
| Jour 16 | 11 août 2012    | 18:30 | 20:40 | Finale et cérémonie protocolaire |

## Phase préliminaire

### Formation des groupes
Les équipes sont réparties entre les groupes selon le classement mondial de la FIVB.
| Poule A                                                      | Poule B                                             |
| ------------------------------------------------------------ | --------------------------------------------------- |
| Grande-Bretagne Japon Italie Russie Rép. dominicaine Algérie | États-Unis Brésil Chine Serbie Turquie Corée du Sud |

### Poule A

#### Classement
| # | Équipe                 | Pts | J | G | Gt | Pt | P | Sp | Sc | Ratio | Pp  | Pc  | Ratio |
| 1 | Russie                 | 14  | 5 | 4 | 1  | 0  | 0 | 15 | 4  | 3.75  | 459 | 352 | 1.304 |
| 2 | Italie                 | 13  | 5 | 4 | 0  | 1  | 0 | 14 | 5  | 2.8   | 444 | 368 | 1.207 |
| 3 | Japon                  | 9   | 5 | 3 | 0  | 0  | 2 | 11 | 6  | 1.833 | 401 | 335 | 1.197 |
| 4 | République dominicaine | 6   | 5 | 2 | 0  | 0  | 3 | 8  | 9  | 0.889 | 374 | 362 | 1.033 |
| 5 | Grande-Bretagne        | 2   | 5 | 0 | 1  | 0  | 4 | 3  | 14 | 0.214 | 295 | 398 | 0.741 |
| 6 | Algérie                | 1   | 5 | 0 | 0  | 1  | 4 | 2  | 15 | 0.133 | 252 | 410 | 0.615 |

- Qualifiés pour les quarts de finale

### Poule B

#### Classement
| # | Équipe       | Pts | J | G | Gt | Pt | P | Sp | Sc | Ratio | Pp  | Pc  | Ratio |
| 1 | États-Unis   | 15  | 5 | 5 | 0  | 0  | 0 | 15 | 2  | 7.5   | 426 | 345 | 1.235 |
| 2 | Chine        | 9   | 5 | 2 | 1  | 1  | 1 | 11 | 10 | 1.1   | 475 | 461 | 1.03  |
| 3 | Corée du Sud | 8   | 5 | 2 | 0  | 2  | 1 | 11 | 10 | 1.1   | 449 | 451 | 0.996 |
| 4 | Brésil       | 7   | 5 | 1 | 2  | 0  | 2 | 10 | 10 | 1     | 447 | 420 | 1.064 |
| 5 | Turquie      | 6   | 5 | 1 | 1  | 1  | 2 | 9  | 11 | 0.818 | 434 | 443 | 0.98  |
| 6 | Serbie       | 0   | 5 | 0 | 0  | 0  | 5 | 2  | 15 | 0.133 | 296 | 407 | 0.727 |

- Qualifiés pour les quarts de finale

## Phase finale

### Tableau
|  | Quarts de finale       | Quarts de finale |              |            | Demi-finales           | Demi-finales           |   |  | Finale       | Finale  |
|  | Quarts de finale       | Quarts de finale |              |            | Demi-finales           | Demi-finales           |   |  | Finale       | Finale  |
|  |                        |                  |              |            |                        |                        |   |  |              |         |
|  | 7 août                 | 7 août           |              |            | 9 août                 | 9 août                 |   |  | 11 août      | 11 août |
|  | 7 août                 | 7 août           |              |            | 9 août                 | 9 août                 |   |  | 11 août      | 11 août |
|  | Russie                 | 2                |              |            | 9 août                 | 9 août                 |   |  | 11 août      | 11 août |
|  | Russie                 | 2                |              |            | 9 août                 | 9 août                 |   |  | 11 août      | 11 août |
|  | Brésil                 | 3                |              |            | 9 août                 | 9 août                 |   |  | 11 août      | 11 août |
|  | Brésil                 | 3                | Brésil       | 3          |                        |                        |   |  | 11 août      | 11 août |
|  | 7 août                 |                  | Brésil       | 3          |                        |                        |   |  | 11 août      | 11 août |
|  |                        | Japon            | 0            |            |                        |                        |   |  | 11 août      | 11 août |
|  | Chine                  | Japon            | 0            | 2          |                        |                        |   |  | 11 août      | 11 août |
|  | Chine                  |                  |              | 2          |                        |                        |   |  | 11 août      | 11 août |
|  | Japon                  | 3                |              |            |                        |                        |   |  | 11 août      | 11 août |
|  | Japon                  | 3                | Brésil       | 3          |                        |                        |   |  |              |         |
|  | 7 août                 |                  | Brésil       | 3          |                        |                        |   |  |              |         |
|  |                        | États-Unis       | 1            |            |                        |                        |   |  |              |         |
|  | Italie                 | États-Unis       | 1            | 1          |                        |                        |   |  |              |         |
|  | Italie                 | 9 août           |              | 1          |                        |                        |   |  |              |         |
|  | Corée du Sud           | 3                |              |            |                        |                        |   |  |              |         |
|  | Corée du Sud           | 3                | Corée du Sud | 0          |                        |                        |   |  |              |         |
|  | 7 août                 | 7 août           | Corée du Sud | 0          | Match pour la 3e place | Match pour la 3e place |   |  |              |         |
|  | 7 août                 | 7 août           |              | États-Unis | Match pour la 3e place | Match pour la 3e place | 3 |  |              |         |
|  | États-Unis             | 3                | 11 août      | 11 août    |                        |                        | 3 |  |              |         |
|  | États-Unis             | 3                | 11 août      | 11 août    |                        |                        |   |  |              |         |
|  | République dominicaine | 0                |              | Japon      | 3                      |                        |   |  |              |         |
|  | République dominicaine | 0                |              | Japon      | 3                      |                        |   |  |              |         |
|  |                        |                  |              |            |                        |                        |   |  | Corée du Sud | 0       |
|  |                        |                  |              |            |                        |                        |   |  | Corée du Sud | 0       |

## Résultats

### Classement final
| Rang                                | Nation                 |
| ----------------------------------- | ---------------------- |
| Médaille d'or, Jeux olympiques      | Brésil                 |
| Médaille d'argent, Jeux olympiques  | États-Unis             |
| Médaille de bronze, Jeux olympiques | Japon                  |
| 4                                   | Corée du Sud           |
| 5                                   | Chine                  |
| -                                   | République dominicaine |
| -                                   | Italie                 |
| -                                   | Russie                 |
| 9                                   | Grande-Bretagne        |
| -                                   | Turquie                |
| 11                                  | Algérie                |
| -                                   | Serbie                 |

### Distinctions individuelles
- Meilleure joueuse (MVP) :  Yeon-Koung Kim
- Meilleure scoreuse :  Yeon-Koung Kim
- Meilleure attaquante :  Destinee Hooker
- Meilleure contreuse :  Fabiana Claudino
- Meilleure serveuse :  Sheilla Castro
- Meilleure passeuse :  Ievguenia Startseva
- Meilleure réceptionneuse :  Fernanda Garay
- Meilleure libéro :  Brenda Castillo